# Sanchezia scandens
Sanchezia scandens är en akantusväxtart som först beskrevs av Gustav Lindau, och fick sitt nu gällande namn av Emery Clarence Leonard och L. B. Smith. Sanchezia scandens ingår i släktet Sanchezia och familjen akantusväxter. Inga underarter finns listade i Catalogue of Life.